# YOASOBI
YOASOBI（ヨアソビ）は、日本の音楽ユニット。メンバーは、コンポーザーのAyaseとボーカルのikura。
2019年に、ソニーミュージックが運営する小説&イラスト投稿サイト「monogatary.com」に投稿された小説を楽曲化するプロジェクトから誕生した。以降、同サイトに限らず様々な小説、タイアップで新たに書き下ろされた小説をもとに楽曲制作を行っている。

## 概要
結成のきっかけは、2019年「monogatary.com」のスタッフが「小説を音楽にするユニットをやりたい」と、ボーカロイドプロデューサー（ボカロP）として活動をしていたAyaseに声をかけたことによる。ボーカル選びはAyaseがInstagramであいみょんの「君はロックを聴かない」のカバー曲の弾き語りをしていたikuraの動画を発見し声をかけたことによる。「小説を音楽にする」はユニットのコンセプトとなっている。
YOASOBIの名前の由来については、命名者であるAyaseは、ボーカロイドプロデューサーとして活動する自身とシンガーソングライターとして活動するikuraのそれぞれの活動の延長線上にYOASOBIの活動があると考え、それぞれが個人活動する姿を昼の姿、YOASOBIとして活動する2人の姿を夜の姿と例えて色々な遊び心満載なチャレンジができることを願い名付けたと語った。
全ての楽曲に原作となる作品が存在し、クレジットにも原作が記載される。ユニットのコンセプトに沿ってほとんどの原作は小説となっており、小説家や漫画作者による書き下ろし、一般公募などの小説作品が楽曲となっている。また、一般公募の手紙、番組の企画で寄せられたメッセージやパフォーマンス動画、SNSの投稿など、小説以外を原作とした楽曲も存在する。松任谷由実の楽曲「中央フリーウェイ」に参加した際は、松任谷自身が題材となった小説を原作として新規歌詞を追加した。一方で、メンバー2人とCreepy Nutsがコラボレーションした楽曲「ばかまじめ」は原作となる作品が存在せず、ユニットのコンセプトに当てはまらないため、「Creepy Nuts×Ayase×幾田りら」名義となっている。

## メンバー
※公式サイトの「PROFILE」の記載に準拠。
| 画像 | 名前             | 生年月日              | 出身地 | 担当         |
| ---- | ---------------- | --------------------- | ------ | ------------ |
|      | Ayase （アヤセ） | 1994年4月4日（31歳）  | 山口県 | コンポーザー |
|      | ikura （イクラ） | 2000年9月25日（24歳） | 東京都 | ボーカル     |

## 来歴

### 2019年
2019年10月1日に結成し、星野舞夜の小説『タナトスの誘惑』を原作とした1stシングル「夜に駆ける」でデビューした。11月16日にミュージックビデオを公開すると、公開から約5か月でYouTubeでの再生回数は1000万回を突破し、2020年10月に1億回再生を突破した。同曲がSpotifyのバイラルトップ50（日本、2020年1月）やLINE MUSICの月間ランキング（2020年4月）で1位となり、自身の代表曲となる。

### 2020年
2020年6月27日に発売の雑誌「NYLONJAPAN 8月号」にて新たなアーティスト写真が初公開され、2人の顔写真が正式に公開される（テレビ等のメディアにおいては5月下旬の時点で既に顔出しをしていた）。
「夜に駆ける」が2020年7月20日付（集計期間：2020年7月6日 - 2020年7月12日）のBillboard JAPANストリーミング・ソング・チャート“Streaming Songs”で総再生回数1億回を突破するなお、「夜に駆ける」は同年10月30日に『MTV Video Music Awards Japan 2020』において「夜に駆ける」で最優秀楽曲賞を受賞し、同年12月にはBillboard JAPANの『Billboard Japan Hot 100』年間総合首位を獲得。
2020年7月19日（18日27時 - 29時）に『オールナイトニッポン0(ZERO)』にて初の冠番組を担当、12月31日にはNHK紅白歌合戦に初出場し、ところざわサクラタウン（角川武蔵野ミュージアム）にて、メディアでの初歌唱となる「夜に駆ける」を歌唱した。

### 2021年
2021年1月6日に初めてのCDとなる1st EP『THE BOOK』とTVアニメ『BEASTARS』第2期オープニングテーマ「怪物」を同時リリースし、同日にはファンクラブサイト『CLUB 夜遊』がプレオープン、1月20日に正式オープンした。同年2月14日に初ライブ「KEEP OUT THEATER」を新宿ミラノ座跡地で建設中のビル内から配信で行った。
新番組『オールナイトニッポンX（クロス）』の共通オープニングテーマとしてAyaseがアレンジを担当した「Bitter Sweet Samba -Ayase Remix-」がオンエアされ、3月31日（30日24時 - 24時53分）から初のラジオレギュラーとなる『YOASOBIのオールナイトニッポンX（クロス）』が放送開始。
2021年12月4日と5日には自身初となる有観客でのライブ「NICE TO MEET YOU」を開催。出演予定だった「ROCK IN JAPAN FESTIVAL」が中止となったため、観客がいる中でのライブパフォーマンス自体が初めてのことであった。

### 2022年
移動式本屋「BOOK TRUCK」とコラボした店舗「旅する本屋さん YOASOBI号」が始動し、2022年7月16日から開催された『CURRY&MUSIC JAPAN 2022』に初出店する。原作小説作家の関連作品や、Ayaseとikuraのセレクト書籍、グッズなどが販売された。YOASOBI号は各地の夏フェスやアリーナツアーでも出展された。また、イベントでは「旅する本屋さん YOASOBI号 BOOK & CAFÉ」としてキッチンカーが併設され、「Ayase監修　白の閻魔さまカレー」、「ikura監修　天使のチキンカレー」、「YOASOBIオリジナル クラフトコーラ」が販売された。

### 2023年
2023年4月12日にTVアニメ『【推しの子】』のオープニングテーマ「アイドル」の配信を開始し、同日の深夜0時半（日本時間）にYouTubeでプレミア公開されたアイドルのミュージック・ビデオ（映像制作：動画工房）は、公開から約1か月後となる5月18日にはYoutubeにて1億回再生を超えた。この楽曲は米国を除く全世界の楽曲チャートであるBillboard Global Excl. U.S.において日本の楽曲で初めてとなる1位、米国を含む全世界の楽曲チャートであるBillboard Global 200において日本のアーティストとして最高位となる7位、Youtubeの楽曲チャートで世界首位を獲得するなど全世界的なヒットとなった。なお、「アイドル」は同年12月20日には「第56回 オリコン年間ランキング2023」の作品別売上数部門のデジタルシングル（単曲）ランキングで1位を獲得、ストリーミングランキングでも期間内再生数57,036.8万回を記録して1位を獲得、合算シングルランキングでは期間内ポイント227.5万PTを記録し1位を獲得し、3冠を達成し、2024年1月10日には「オリコン週間ストリーミングランキング」にて累積再生数6億回を突破すると、登場39週目での達成はオリコン史上最速となった。
2023年9月13日に「夜に駆ける」が日本初となるストリーミング10億回再生を突破したことを記念し、2020年にYouTubeチャンネル「THE FIRST TAKE」で披露した音源が9月21日に「夜に駆ける - From THE FIRST TAKE」として配信された。9月21日に初の海外音楽番組出演となる韓国のMnet「M COUNTDOWN」に出演し、「アイドル」を歌唱披露した。
ムック本『別冊カドカワ 総力特集　YOASOBI』が発売されたことを記念し、2023年10月4日から27日にダ・ヴィンチストアにて「YOASOBI展」が開催。「旅する本屋さん　YOASOBI号～BOOKS＆CAFÉ」で販売していたオリジナルカレーのレトルトバージョン「ピリリとマロロ」が限定販売された他、サクラタウン内「ニカケルサン」ではオリジナルカレー2種が販売された。10月14日と15日には、ところざわサクラタウン広場で開催された「埼玉・武蔵野ビールフェス in サクラタウン2023」にてYOASOBI号が来訪した。
2023年12月31日にNHK紅白歌合戦に「アイドル」で出演。大勢の出演アイドル歌手らとパフォーマンスを披露した。

### 2024年

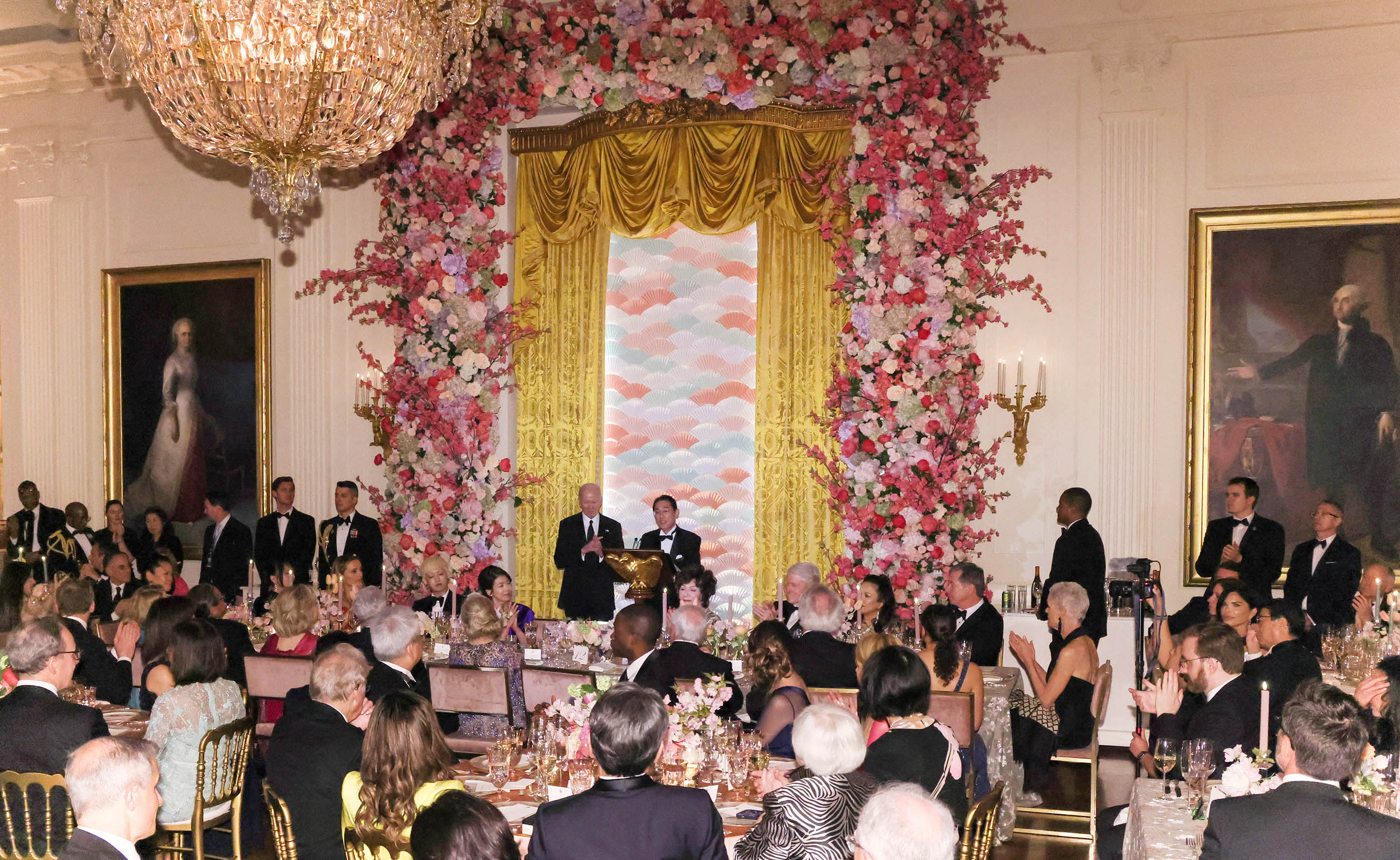
バイデン大統領夫妻主催の公式晩餐会。テーブルの奥の真ん中から2番目の席にAyase、4番目の席にikuraが座っている。（2024年4月10日、ホワイトハウスにて）

2024年4月にアメリカの音楽フェス「Coachella Valley Music and Arts Festival 2024」出演およびアメリカでの初の単独公演を控える中で、同10日に行われた日米首脳会談に招待された。ホワイトハウスで行われた公式晩餐会ではバイデン大統領、岸田文雄内閣総理大臣の近くに席を設けられるなど、手厚い歓迎を受けた。
同月、アメリカの大手エージェンシーCAAとのエージェント契約が発表された。
2024年5月に「NHKスポーツテーマ2024」を担当することが発表された。6月の「第108回日本陸上選手権」にてタイトル「舞台に立って」が発表され、楽曲が初オンエアされた。
2024年8月7日に「アイドル」が「オリコン週間ストリーミングランキング」にて累積再生数が8億回を突破。登場69週目での達成はオリコン史上最速を記録した。これで、「夜に駆ける」に続き通算2作目の累積再生数8億回突破作品となり、同一アーティストが通算2作以上累積再生数8億回を突破するのはオリコン史上初となった。
2024年9月12日、YOASOBIが5年間所属したソニー・ミュージックエンタテインメントが新たに発足したマネジメント兼レーベル『Echoes』に移籍。

### 2025年
2025年2月5日、「アイドル」が「オリコン週間ストリーミングランキング」で、累積再生数は9億回再生突破。登場95週目での達成は、オリコン史上最速を記録。
2025年5月28日、「夜に駆ける」が「オリコン週間ストリーミングランキング」で、累積再生数は10億回再生突破。「オリコンストリーミングランキング」史上初の10億回再生突破作品。

## ディスコグラフィ
特記が無い限り、レーベルはソニー・ミュージックエンタテインメント。

### シングル

#### CDシングル
|     | 発売日         | タイトル        | 販売形態                          | 販売形態           | 規格品番  | 最高位 （オリコン） | 収録アルバム |
| --- | -------------- | --------------- | --------------------------------- | ------------------ | --------- | ------------------- | ------------ |
| 1st | 2021年3月24日  | 怪物/優しい彗星 | CD+DVD                            | 期間生産限定盤     | XSCL-54/5 | 2位                 | THE BOOK 2   |
| 1st | 2021年3月24日  | 怪物/優しい彗星 | CD+BD+INDEX                       | ファンクラブ限定盤 | XSC8-1/3  | 2位                 | THE BOOK 2   |
| 2nd | 2022年11月9日  | 祝福            | CD+ガンプラ+マーキングシール+小説 | 完全生産限定盤     | XSCL-65   | 3位                 | THE BOOK 3   |
| 3rd | 2023年6月21日  | アイドル        | CD+小説                           | 完全生産限定盤     | XSCL-73   | 2位                 | THE BOOK 3   |
| 4th | 2023年12月13日 | 勇者            | CD+小説                           | 完全生産限定盤     | XSCL-77   | 3位                 | THE BOOK 3   |
| 5th | 2024年3月13日  | Biri-Biri       | CD+小説+Tシャツ(ホワイト)         | 完全生産限定盤     | XSCL-80   | 4位                 | -            |
| 5th | 2024年3月13日  | Biri-Biri       | CD+小説+Tシャツ(ブラック)         | 完全生産限定盤     | XSCL-82   | 4位                 | -            |
| 6th | 2024年10月2日  | モノトーン      | CD+小説                           | 完全生産限定盤     | XSCL-98   | 16位                | -            |
| 7th | 2025年6月25日  | Watch me!       | CD+キーチャーム+小説+ブックレット | 完全生産限定盤     | XSCL-112  | 17位                | -            |

#### アナログ盤シングル
|     | 発売日         | タイトル  | 販売形態    | 販売形態                      | 規格品番    | レーベル                       |
| --- | -------------- | --------- | ----------- | ----------------------------- | ----------- | ------------------------------ |
| 1st | 2023年7月26日  | アイドル  | 7inch+小説  | 完全生産限定盤                | XSKL-2      | Sony Music Entertainment Japan |
| 1st | 2024年11月15日 | アイドル  | 12inch      | 完全生産限定盤                | 19802810241 | Milan Records                  |
| 2nd | 2024年3月13日  | Biri-Biri | 12inch+小説 | 完全生産限定盤/スカーレット盤 | XSJL-1      | Sony Music Entertainment Japan |
| 2nd | 2024年3月13日  | Biri-Biri | 12inch+小説 | 完全生産限定盤/バイオレット盤 | XSJL-2      | Sony Music Entertainment Japan |

#### デジタルシングル
|             | 配信日         | タイトル                         | 最高位            | 最高位 | 初出アルバム    | 原作                                                                           |
| オリコン DS | 配信日         | タイトル                         | Billboard Hot 100 |        | 初出アルバム    | 原作                                                                           |
| ----------- | -------------- | -------------------------------- | ----------------- | ------ | --------------- | ------------------------------------------------------------------------------ |
| 1st         | 2019年12月15日 | 夜に駆ける                       | 1位               | 1位    | THE BOOK        | タナトスの誘惑（星野舞夜）                                                     |
| 2nd         | 2020年1月18日  | あの夢をなぞって                 | 12位              | 32位   | THE BOOK        | 夢の雫と星の花（いしき蒼太）                                                   |
| 3rd         | 2020年5月11日  | ハルジオン                       | 5位               | 10位   | THE BOOK        | それでも、ハッピーエンド（橋爪駿輝）                                           |
| 4th         | 2020年7月20日  | たぶん                           | 8位               | 15位   | THE BOOK        | たぶん（しなの）                                                               |
| 5th         | 2020年9月1日   | 群青                             | 1位               | 6位    | THE BOOK        | 青を味方に。（alfort creative team)                                            |
| 6th         | 2020年12月18日 | ハルカ                           | 3位               | 17位   | THE BOOK        | 月王子（鈴木おさむ）                                                           |
| 7th         | 2021年1月6日   | 怪物                             | 1位               | 2位    | THE BOOK 2      | 自分の胸に自分の耳を押し当てて（板垣巴留）                                     |
| 8th         | 2021年1月20日  | 優しい彗星                       | 1位               | 14位   | THE BOOK 2      | 獅子座流星群のままに（板垣巴留）                                               |
| 9th         | 2021年5月10日  | もう少しだけ                     | 1位               | 4位    | THE BOOK 2      | めぐる。（千春）                                                               |
| 10th        | 2021年7月2日   | 三原色                           | 1位               | 4位    | THE BOOK 2      | RGB（小御門優一郎）                                                            |
| -           | 2021年7月2日   | アンコール                       | 5位               | 8位    | THE BOOK        | 世界の終わりと、さよならのうた（水上下波）                                     |
| 11th        | 2021年8月9日   | ラブレター                       | 1位               | 4位    | THE BOOK 2      | 音楽さんへ（はつね）                                                           |
| 12th        | 2021年9月15日  | 大正浪漫                         | 1位               | 2位    | THE BOOK 2      | 大正ロマンス（NATSUMI）                                                        |
| 13th        | 2021年10月25日 | ツバメ                           | 3位               | 19位   | THE BOOK 2      | 小さなツバメの大きな夢（乙月なな）                                             |
| 14th        | 2022年2月16日  | ミスター                         | 2位               | 11位   | はじめての - EP | 私だけの所有者（島本理生）                                                     |
| -           | 2022年3月30日  | あの夢をなぞって (Ballade Ver.)  | 4位               | -      | -               | 夢の雫と星の花（いしき蒼太）                                                   |
| 15th        | 2022年5月30日  | 好きだ                           | 1位               | 8位    | はじめての - EP | ヒカリノタネ（森絵都）                                                         |
| -           | 2022年8月12日  | もしも命が描けたら               | 3位               | 35位   | THE BOOK 2      | もしも命が描けたら（鈴木おさむ）                                               |
| -           | 2022年10月1日  | 祝福                             | 1位               | 2位    | THE BOOK 3      | ゆりかごの星（大河内一楼）                                                     |
| 16th        | 2022年11月18日 | 海のまにまに                     | 7位               | 68位   | はじめての - EP | ユーレイ（辻村深月）                                                           |
| 17th        | 2023年2月15日  | アドベンチャー                   | 2位               | 30位   | THE BOOK 3      | レンズ越しの煌めきを（菜葵）                                                   |
| 18th        | 2023年3月27日  | セブンティーン                   | 1位               | 21位   | はじめての - EP | 色違いのトランプ（宮部みゆき）                                                 |
| 19th        | 2023年4月12日  | アイドル                         | 1位               | 1位    | THE BOOK 3      | 45510（赤坂アカ）                                                              |
| -           | 2023年9月21日  | 夜に駆ける - From THE FIRST TAKE | 48位              | -      | -               | タナトスの誘惑（星野舞夜）                                                     |
| 20th        | 2023年9月29日  | 勇者                             | 1位               | 2位    | THE BOOK 3      | 奏送（著：木曾次郎、監修：山田鐘人）                                           |
| 21st        | 2023年11月18日 | Biri-Biri                        | 4位               | 14位   | -               | きみと雨上がりを（武田綾乃）                                                   |
| 22nd        | 2023年12月26日 | HEART BEAT                       | 2位               | 33位   | -               | 全国の18歳世代からのメッセージ、文章、パフォーマンス動画                       |
| 23rd        | 2024年7月1日   | UNDEAD                           | 2位               | 10位   | -               | なでこパスト / しのぶフューチャー（西尾維新）                                  |
| 24th        | 2024年7月26日  | 舞台に立って                     | 1位               | 16位   | -               | はなれたふたり（江坂純） 終わらないデュース（江坂純） パラレルレーン（江坂純） |
| 25th        | 2024年10月1日  | モノトーン                       | 16位              | 22位   | -               | ふれる。の、前夜。（岡田麿里）                                                 |
| 26th        | 2024年11月11日 | New me                           | -                 | 40位   | -               | 白山通り炎上の件（有手窓）                                                     |
| 27th        | 2025年3月21日  | PLAYERS                          | 1位               | 51位   | -               | #MemoryOfPlay                                                                  |
| 28th        | 2025年5月18日  | Watch me!                        | 1位               | 16位   | -               | 心コロロン（篠原健太）                                                         |

#### デジタルシングル（英語版）
| 配信日         | タイトル                    | 最高位 オリコン DS | 収録アルバム |
| -------------- | --------------------------- | ------------------ | ------------ |
| 2021年7月2日   | Into The Night              | 2位                | E-SIDE       |
| 2021年7月16日  | RGB                         | 10位               | E-SIDE       |
| 2021年7月30日  | Monster                     | 11位               | E-SIDE       |
| 2021年10月29日 | Blue                        | 13位               | E-SIDE       |
| 2022年11月4日  | The Swallow                 | -                  | E-SIDE 2     |
| 2023年5月26日  | Idol                        | 8位                | E-SIDE 3     |
| 2023年11月24日 | The Brave                   | 22位               | E-SIDE 3     |
| 2024年2月16日  | Adventure                   | -                  | E-SIDE 3     |
| 2024年8月11日  | On the Stage                | -                  | -            |
| 2024年10月2日  | Monotone                    | -                  | -            |
| 2025年2月28日  | UNDEAD (English Version)    | -                  | -            |
| 2025年5月23日  | PLAYERS (English Version)   | -                  | -            |
| 2025年5月30日  | Watch me! (English Version) | -                  | -            |
| 2025年7月11日  | New me(English Version)     | -                  | -            |

### EP
|     | 発売日        | タイトル        | 販売形態                 | 販売形態                                     | 規格品番  | 最高位 （オリコン） |
| --- | ------------- | --------------- | ------------------------ | -------------------------------------------- | --------- | ------------------- |
| 1st | 2021年1月6日  | THE BOOK        | CD+バインダー            | 完全生産限定盤                               | XSCL-50/1 | 2位                 |
| 2nd | 2021年12月1日 | THE BOOK 2      | CD+バインダー            | 完全生産限定盤                               | XSCL-56/7 | 2位                 |
| 3rd | 2023年5月10日 | はじめての - EP | 12cmCD+Blu-ray+小説4作   | コンプリート盤                               | XSCL70〜2 | 9位                 |
| 3rd | 2023年5月10日 | はじめての - EP | 8cmCD+大判しおり+小説1作 | 色違いのトランプ（「セブンティーン」原作）盤 | XSDL1/2   | 9位                 |
| 3rd | 2023年5月10日 | はじめての - EP | 8cmCD+大判しおり+小説1作 | ユーレイ（「海のまにまに」原作）盤           | XSDL3/4   | 9位                 |
| 3rd | 2023年5月10日 | はじめての - EP | 8cmCD+大判しおり+小説1作 | ヒカリのタネ（「好きだ」原作）盤             | XSDL5/6   | 9位                 |
| 3rd | 2023年5月10日 | はじめての - EP | 8cmCD+大判しおり+小説1作 | 私だけの所有者（「ミスター」原作）盤         | XSDL7/8   | 9位                 |
| 4th | 2023年10月4日 | THE BOOK 3      | CD+バインダー            | 完全生産限定盤                               | XSCL-75   | 2位                 |

#### EP アナログ盤
|     | 発売日         | タイトル   | 販売形態 | 販売形態       | 規格品番    | レーベル                              |
| --- | -------------- | ---------- | -------- | -------------- | ----------- | ------------------------------------- |
| 1st | 2024年7月26日  | THE BOOK   | 12inch   | 完全生産限定盤 | 19658852851 | Sony Music Entertainment Germany GmbH |
| 1st | 2024年10月23日 | THE BOOK   | 12inch   | 完全生産限定盤 | XSJL-3      | Sony Music Entertainment Japan        |
| 2nd | 2024年7月26日  | THE BOOK 2 | 12inch   | 完全生産限定盤 | 19658852871 | Sony Music Entertainment Germany GmbH |
| 2nd | 2024年10月23日 | THE BOOK 2 | 12inch   | 完全生産限定盤 | XSJL-4      | Sony Music Entertainment Japan        |
| 3rd | 2024年7月26日  | THE BOOK 3 | 12inch   | 完全生産限定盤 | 19658861321 | Sony Music Entertainment Germany      |
| 3rd | 2024年10月23日 | THE BOOK 3 | 12inch   | 完全生産限定盤 | XSJL-5      | Sony Music Entertainment Japan        |

#### 配信限定EP（英語版）
|     | 発売日         | タイトル |
| --- | -------------- | -------- |
| 1st | 2021年11月12日 | E-SIDE   |
| 2nd | 2022年11月18日 | E-SIDE 2 |
| 3rd | 2024年4月12日  | E-SIDE 3 |

### 映像作品
|     | 発売日        | タイトル   | 販売形態                     | 販売形態       | 規格品番 |
| --- | ------------- | ---------- | ---------------------------- | -------------- | -------- |
| 1st | 2022年3月23日 | THE FILM   | 2BD+バインダー＋ライブ写真集 | 完全生産限定盤 | XSXL-2/4 |
| 2nd | 2024年4月10日 | THE FILM 2 | 2BD+バインダー＋ライブ写真集 | 完全生産限定盤 | XSXL-5   |

### ミュージックビデオ
| 公開日 | 公開日   | タイトル                                                  | リンク      | 制作・監督                     |
| ------ | -------- | --------------------------------------------------------- | ----------- | ------------------------------ |
| 2019年 | 11月16日 | 夜に駆ける                                                | [ 動画 1 ]  | 藍にいな                       |
| 2020年 | 1月18日  | あの夢をなぞって                                          | [ 動画 2 ]  | 頃之介古論                     |
| 2020年 | 5月11日  | ハルジオン                                                | [ 動画 3 ]  | 篠田利隆                       |
| 2020年 | 7月20日  | たぶん                                                    | [ 動画 4 ]  | 南條沙歩                       |
| 2020年 | 12月1日  | 群青                                                      | [ 動画 5 ]  | 牧野惇                         |
| 2020年 | 12月18日 | ハルカ                                                    | [ 動画 6 ]  | 伊豆見香苗                     |
| 2021年 | 1月13日  | 怪物                                                      | [ 動画 7 ]  | 三皷梨菜（ハイパーボール）     |
| 2021年 | 1月18日  | アンコール                                                | [ 動画 8 ]  | 文                             |
| 2021年 | 3月25日  | 優しい彗星                                                | [ 動画 9 ]  | 門脇康平                       |
| 2021年 | 7月2日   | Into The Night (「夜に駆ける」English Ver.)               | [ 動画 10 ] | 藍にいな                       |
| 2021年 | 7月3日   | 三原色                                                    | [ 動画 11 ] | 石浜真史                       |
| 2021年 | 7月16日  | RGB (「三原色」English Ver.)                              | [ 動画 12 ] | 石浜真史                       |
| 2021年 | 7月30日  | Monster (「怪物」English Ver.)                            | [ 動画 13 ] | 三皷梨菜（ハイパーボール）     |
| 2021年 | 8月31日  | ラブレター                                                | [ 動画 14 ] | 大野悟（THINKR）               |
| 2021年 | 9月16日  | 大正浪漫                                                  | [ 動画 15 ] | 高瀬裕介                       |
| 2021年 | 10月29日 | Blue (「群青」English Ver.)                               | [ 動画 16 ] | 牧野惇                         |
| 2021年 | 11月12日 | Haven't (「たぶん」English Ver.)                          | [ 動画 17 ] | 南條沙歩                       |
| 2021年 | 11月12日 | Encore (「アンコール」English Ver.)                       | [ 動画 18 ] | 文                             |
| 2021年 | 11月12日 | Comet (「優しい彗星」English Ver.)                        | [ 動画 19 ] | 門脇康平                       |
| 2021年 | 11月12日 | Tracing A Dream (「あの夢をなぞって」English Ver.)        | [ 動画 20 ] | 頃之介古論                     |
| 2021年 | 11月22日 | もう少しだけ                                              | [ 動画 21 ] | hmng                           |
| 2021年 | 12月2日  | ツバメ                                                    | [ 動画 22 ] | 藍にいな                       |
| 2021年 | 12月12日 | もしも命が描けたら                                        | [ 動画 23 ] | 清川あさみ                     |
| 2022年 | 5月22日  | ミスター                                                  | [ 動画 24 ] | 篠田利隆                       |
| 2022年 | 10月2日  | 祝福                                                      | [ 動画 25 ] | 依田伸隆                       |
| 2022年 | 11月4日  | The Swallow (「ツバメ」English Ver.)                      | [ 動画 26 ] | 藍にいな                       |
| 2022年 | 11月9日  | The Blessing (「祝福」English Ver.)                       | [ 動画 27 ] | 依田伸隆                       |
| 2022年 | 11月13日 | 好きだ                                                    | [ 動画 28 ] | 関和亮                         |
| 2022年 | 11月19日 | Halzion (「ハルジオン」English Ver.)                      | [ 動画 29 ] | 篠田利隆                       |
| 2022年 | 11月19日 | If I Could Draw Life (「もしも命が描けたら」English Ver.) | [ 動画 30 ] | 清川あさみ                     |
| 2022年 | 11月29日 | Just a Little Step (「もう少しだけ」English Ver.)         | [ 動画 31 ] | hmng                           |
| 2022年 | 11月29日 | Haruka (「ハルカ」English Ver.)                           | [ 動画 32 ] | 伊豆見香苗                     |
| 2022年 | 12月11日 | Love Letter (「ラブレター」English Ver.)                  | [ 動画 33 ] | 大野悟（THINKR）               |
| 2022年 | 12月11日 | Romance (「大正浪漫」English Ver.)                        | [ 動画 34 ] | 高瀬裕介                       |
| 2023年 | 3月11日  | アドベンチャー                                            | [ 動画 35 ] | 田向潤                         |
| 2023年 | 3月21日  | 海のまにまに                                              | [ 動画 36 ] | 土海明日香                     |
| 2023年 | 3月27日  | セブンティーン                                            | [ 動画 37 ] | 長添雅嗣                       |
| 2023年 | 4月13日  | アイドル                                                  | [ 動画 38 ] | 「【推しの子】」製作委員会     |
| 2023年 | 5月26日  | Idol (「アイドル」English Ver. )                          | [ 動画 39 ] | 「【推しの子】」製作委員会     |
| 2023年 | 9月29日  | 勇者                                                      | [ 動画 40 ] | 「葬送のフリーレン」製作委員会 |
| 2023年 | 11月18日 | Biri-Biri                                                 | [ 動画 41 ] | 佐々木涼                       |
| 2023年 | 11月24日 | The Brave (「勇者」English Ver. )                         | [ 動画 42 ] | 「葬送のフリーレン」製作委員会 |
| 2023年 | 12月4日  | Biri-Biri (English Version)                               | [ 動画 43 ] | 佐々木涼                       |
| 2023年 | 12月26日 | HEART BEAT                                                | [ 動画 44 ] | 牧野惇                         |
| 2024年 | 2月23日  | Adventure (「アドベンチャー」English Ver. )               | [ 動画 45 ] | 田向潤                         |
| 2024年 | 8月6日   | 舞台に立って                                              | [ 動画 46 ] | Margt                          |
| 2024年 | 8月11日  | On the Stage (「舞台に立って」English Version)            | [ 動画 47 ] | Margt                          |
| 2024年 | 9月14日  | UNDEAD                                                    | [ 動画 48 ] | 異次元TOKYO/篠田利隆           |
| 2024年 | 10月1日  | モノトーン                                                | [ 動画 49 ] | 異次元TOKYO/篠田利隆           |
| 2024年 | 11月8日  | Mister (「ミスター」English Ver)                          | [ 動画 50 ] | 篠田利隆                       |
| 2024年 | 11月8日  | Loving You (「好きだ」English Ver)                        | [ 動画 51 ] | 関和亮                         |
| 2024年 | 11月8日  | manimani (「海のまにまに」English Ver. )                  | [ 動画 52 ] | 土海明日香                     |
| 2024年 | 11月8日  | Seventeen (「セブンティーン」English Ver. )               | [ 動画 53 ] | 長添雅嗣                       |
| 2024年 | 11月30日 | New me                                                    | [ 動画 54 ] | Havtza                         |
| 2025年 | 2月28日  | UNDEAD (English Version)                                  | [ 動画 55 ] | 異次元TOKYO/篠田利隆           |
| 2025年 | 4月17日  | PLAYERS                                                   | [ 動画 56 ] | suzkikenta(CANTEEN)、釣部東京  |
| 2025年 | 5月18日  | Watch me!                                                 | [ 動画 57 ] | 中垣内悠                       |
| 2025年 | 5月23日  | PLAYERS (English Version)                                 | [ 動画 58 ] | suzkikenta(CANTEEN)、釣部東京  |
| 2025年 | 6月8日   | Watch me! (English Version)                               | [ 動画 59 ] | 中垣内悠                       |
| 2025年 | 7月11日  | New me (English Version)                                  | [ 動画 60 ] | Hana Watanabe                  |

### 参加楽曲
| 発売日         | アーティスト | タイトル                                   | 収録作品       | レーベル                 | 規格品番   | 原作                                              | 備考                                   |
| -------------- | ------------ | ------------------------------------------ | -------------- | ------------------------ | ---------- | ------------------------------------------------- | -------------------------------------- |
| 2023年12月20日 | 松任谷由実   | 中央フリーウェイ/YOASOBI cheers 松任谷由実 | ユーミン乾杯!! | ユニバーサルミュージック | UPCH-20663 | すべての事はメッセージ 小説ユーミン（山内マリコ） | 原作をもとに歌詞を一部追加しアレンジ。 |

## タイアップ一覧

### 楽曲の採用
| 使用年 | 曲名                            | タイアップ                                                                         |
| ------ | ------------------------------- | ---------------------------------------------------------------------------------- |
| 2020年 | あの夢をなぞって                | フジテレビ系『とくダネ!』6月度お天気コーナーMONTHLY SONG                           |
| 2020年 | ハルジオン                      | 超没入エナジードリンク「ZONe」IMMERSIVE SONG PROJECT書き下ろし楽曲                 |
| 2020年 | ハルジオン                      | フルリモート劇団「劇団ノーミーツ」第二回長編公演「むこうのくに」主題歌             |
| 2020年 | 群青                            | ブルボン「アルフォートミニチョコレート」CMソング                                   |
| 2020年 | たぶん                          | 映画『たぶん』主題歌                                                               |
| 2020年 | アンコール                      | Google Pixel 5, Pixel 4a (5G) CMソング                                             |
| 2021年 | 怪物                            | テレビアニメ『BEASTARS』第2期オープニングテーマ                                    |
| 2021年 | 優しい彗星                      | テレビアニメ『BEASTARS』第2期エンディングテーマ                                    |
| 2021年 | もう少しだけ                    | フジテレビ系『めざましテレビ』2021年度テーマソング                                 |
| 2021年 | 三原色                          | NTTドコモ「ahamo」CMソング                                                         |
| 2021年 | ハルカ                          | 「アートアクアリウム展2021〜博多・金魚の祭り〜」イメージソング                     |
| 2021年 | ハルカ                          | タカラトミー 新触感液晶お世話トイ『ぷにるんず』CMソング                            |
| 2021年 | 群青                            | ソニー「1000Xシリーズ」360 Reality Audio × THE FIRST TAKE YOASOBI編CMソング        |
| 2021年 | 群青                            | 全国高校生ダンス部応援企画「ダンス ONE プロジェクト’21」テーマ曲                   |
| 2021年 | ハルジオン                      | Nintendo Switch テレビCMソング                                                     |
| 2021年 | あの夢をなぞって                | ダイハツ工業「タフト」"きっといい風”篇CMソング                                     |
| 2021年 | もしも命が描けたら              | 舞台『もしも命が描けたら』テーマ曲                                                 |
| 2021年 | ツバメ                          | NHK『ひろがれ！いろとりどり』テーマソング                                          |
| 2021年 | ツバメ                          | NHK『みんなのうた』2021年10月・11月オンエア楽曲                                    |
| 2021年 | もう少しだけ                    | フジテレビ系「めざましドラマ『めぐる。』」主題歌                                   |
| 2021年 | あの夢をなぞって (Ballade Ver.) | 大塚製薬「カロリーメイト」「Midnight Train」編CMソング                             |
| 2021年 | The Swallow                     | NHK『あおきいろ』世界こどもの日プロジェクト企画ソング                              |
| 2021年 | The Swallow                     | NHK『みんなのうた〜ひろがれ!いろとりどり』2021年12月・2022年1月オンエア楽曲        |
| 2022年 | 群青                            | 第94回選抜高等学校野球大会入場行進曲                                               |
| 2022年 | あの夢をなぞって (Ballade Ver.) | スマホ映画『夢の雫と星の花』主題歌                                                 |
| 2022年 | ラブレター                      | カンロ「ピュレグミ」20周年記念CM「ときめく風に、乗れ。」CMソング                   |
| 2022年 | 好きだ                          | クラシエホームプロダクツ「いち髪」「日本の四季」篇、「秋の髪」篇CMソング           |
| 2022年 | 祝福                            | テレビアニメ『機動戦士ガンダム 水星の魔女』Season1オープニングテーマ               |
| 2023年 | アドベンチャー                  | ユニバーサル・スタジオ・ジャパン「ユニ春」CMソング                                 |
| 2023年 | ミスター                        | 「ミュシャ展 マルチ・アーティストの先駆者」イメージソング                          |
| 2023年 | アイドル                        | テレビアニメ『【推しの子】』第1期オープニングテーマ                                |
| 2023年 | 好きだ                          | クラシエホームプロダクツ「いち髪」「春の髪」篇CMソング                             |
| 2023年 | 祝福                            | テレビアニメ『機動戦士ガンダム 水星の魔女』Season2最終話エンディングテーマ         |
| 2023年 | 勇者                            | テレビアニメ『葬送のフリーレン』第1クールオープニングテーマ                        |
| 2023年 | Biri-Biri                       | Nintendo Switch「ポケットモンスター スカーレット・バイオレット」インスパイアソング |
| 2023年 | ツバメ                          | NHK『スゴEフェス2023 生放送スペシャル！』テーマソング                              |
| 2023年 | HEART BEAT                      | NHK『YOASOBI 18祭』テーマソング                                                    |
| 2023年 | 夜に駆ける                      | ABEMA「年末年始はアベマでヨアソビ」キャンペーンテーマソング                        |
| 2024年 | 群青                            | 日本マクドナルド「ティロリミックス2024」参加楽曲                                   |
| 2024年 | 群青                            | 映画『ブルーピリオド』特別映像使用曲                                               |
| 2024年 | HEART BEAT                      | みずほ銀行「新生活応援キャンペーン」テーマ曲、CMソング                             |
| 2024年 | 夜に駆ける                      | 日本マクドナルド「夜マック店長／夜にかける」篇CMソング                             |
| 2024年 | UNDEAD                          | アニメ『〈物語〉シリーズ オフ&モンスターシーズン』ED曲                             |
| 2024年 | 舞台に立って                    | NHKスポーツテーマ 2024                                                             |
| 2024年 | モノトーン                      | アニメ映画『ふれる。』主題歌                                                       |
| 2024年 | New me                          | リクルート「わからないまま、それでも」篇CMソング                                   |
| 2024年 | アイドル                        | 東京都「TOKYO Night & Light」使用楽曲                                              |
| 2025年 | 舞台に立って                    | はるやま商事「フレッシャーズ メンズ篇」「フレッシャーズ レディース篇」CMソング     |
| 2025年 | 舞台に立って                    | サムスン電子ジャパン「Samsung Galaxy S25 Ultra meets YOASOBI」CMソング             |
| 2025年 | Watch me!                       | テレビアニメ『ウィッチウォッチ』オープニングテーマ                                 |
| 2025年 | アドベンチャー                  | 映画『パディントン 消えた黄金郷の秘密』イメージソング                              |
| 2025年 | 夜に駆ける                      | 日本マクドナルド「ティロリミックス2025」参加楽曲                                   |
| 2025年 | PLAYERS                         | 初代プレイステーション発売30周年記念プロジェクト「Project: MEMORY CARD」CMソング   |
| 2025年 | UNDEAD                          | サントリー「YOASOBI×サン生 『UNDEAD』篇 」CMソング                                 |

### コラボレーション
- 「YOASOBI UT」（2021年7月2日、ユニクロ）[117]
- 「旅する本屋さん YOASOBI号」（2022年7月 - 、BOOK TRUCK）[33]
  - Ayase監修　白の閻魔さまカレー（2022年7月）
  - ikura監修　天使のチキンカレー（2022年7月）
  - YOASOBIオリジナル クラフトコーラ（2022年7月）
  - レトルトカレー「ピリリとマロロ」[46][118]
    - Ayase監修　白の閻魔さまカレー（2023年10月）
    - ikura監修　天使のチキンカレー（2023年10月）
    - Ayase監修　閻魔さまもご機嫌カレー（2024年10月）
    - ikura監修　天使ちゃんもご満悦カレー（2024年10月）
- 「スーパーカップ1.5倍」（2023年6月5日、エースコック）[119]
  - 電光石火のごま香るホッと幸せ塩とんこつラーメン（ikura監修）
  - 電光石火のにんにく香るビリッとやみつき旨辛醤油ラーメン（Ayase監修）
- YOASOBI×「サントリー生ビール」（サントリー） 
  - 限定コラボポップアップストア（2023年12月14日 - 2024年1月8日、品川駅新幹線南口改札内）[120]
  - 限定コラボデザイン缶「#ヨアソビ―ル」（2024年1月30日、6月4日、12月3日、2025年7月8日）[121][122][123][124]
  - YOASOBEER PROJECT（2025年7月 - ）
- ZPZP（2024年1月、Zepp）[125]
  - YOASOBI × Zepp "POPOUT"グラス
  - YOASOBI × Zepp グラウラーボトル
- Nintendo Switch『ポケットモンスター スカーレット・バイオレット』「ヨアソビのパーモット」（2024年3月13日 - 、ポケモン）[126]
- YOASOBI×かえるのピクルス コラボ ビーンドール（2024年4月3日、ナカジマコーポレーション）[127]
- YOASOBI×MIYASHITA PARK（2024年10月23日 - 11月10日、三井不動産商業マネジメント）[118]
- ASICS × YOASOBI（アシックス）
  - “JUST A LITTLE STEP” POP-UP GALLERY（2024年11月1日 - 10日、RAYARD MIYASHITA PARK）[128]
- YOASOBI×HEIGHTSコラボポップアップショップ（2024年11月28日 - 12月4日、THE HYUNDAI SEOUL、HEIGHTS）[129]
- 「シュウ ウエムラ」 ブランドアンバサダー（2025年4月8日 - 、ロレアル）[130]
- Samsung Galaxy S25 Ultra meets YOASOBI「＃ライブ撮影ならGalaxy」（2025年4月、サムスン電子ジャパン）[111]
- PlayStation 30周年プロジェクト コラボムービー『YOASOBI × PlayStation®「PLAYERS」Special Collaboration Movie｜Project: MEMORY CARD』（2025年4月12日、ソニー・インタラクティブエンタテインメント）[131]
  - 「PlayStation × YOASOBI × F.C.Real Bristol」ゲームシャツ（2025年6月、SOPH.）[132]
- YOASOBI × vaultroom（2025年7月、株式会社ON）[133]

## 関連書籍

### 楽曲の原作作品
- 夜に駆ける YOASOBI小説集
単行本（2020年9月18日、双葉社、ISBN 978-4-575-24321-5）
文庫本（2021年9月16日、双葉社、ISBN 978-4-575-52504-5）
- 夢の雫と星の花（2021年2月14日、双葉社、ISBN 978-4-575-44001-0）
- ハルカと月の王子様（2021年2月19日、双葉社、ISBN 978-4-575-31602-5）
- 大正浪漫　YOASOBI『大正浪漫』原作小説
単行本（2021年9月16日、双葉社、ISBN 978-4-575-24446-5）
単行本（Blu-rayつき限定版）（2021年9月16日、双葉社、ISBN 978-4-575-24447-2）
文庫本（2022年9月8日、双葉社、ISBN 978-4-575-52608-0）
- はじめての（2022年2月16日、水鈴社、ISBN 978-4-16-401004-4）
- New me ―文藝×monogatary.com小説集―（2024年11月11日、河出書房新社、ISBN 978-4-30-903921-3）

### 特集書籍
- GINZA特別編集 THE YOASOBI MAGAZINE（2021年11月30日、マガジンハウス、ISBN 978-4-838-75522-6）[134]
- 別冊カドカワ　総力特集　YOASOBI（2023年10月3日、KADOKAWA、ISBN 978-4-048-97655-8）[135]
- VI/NYL SUPER YOASOBI 5TH ANNIVERSARY BOOK（2024年10月30日、カエルム）[136]

## メディア出演

### ラジオ
- YOASOBIのオールナイトニッポン0（ZERO）（2020年7月18日[137]・2021年1月5日[138]、ニッポン放送）
- YOASOBIのオールナイトニッポンX（2021年3月30日 - 2022年3月29日、ニッポン放送）[139]
- YOASOBIのオールナイトニッポン（2022年9月16日[140]・2024年9月9日[141]、ニッポン放送）
- YOASOBI'S OTSUMAMI Radio（2023年12月5日 - 2024年1月16日、Apple Music）[142][143]

### テレビ
- NHK MUSIC SPECIAL YOASOBI 〜小説を音楽にする魔法〜（2023年5月11日、NHK総合）[144]
- YOASOBI「NICE TO MEET YOU」（2023年7月8日、WOWOWプライム）[145]
- YOASOBI ARENA TOUR 2023 “電光石火”（2023年7月8日、WOWOWプライム）[145]
- NHK MUSIC EXPO 2023（2023年9月14日、NHK総合）[146]
- スゴEフェス2023 生放送スペシャル！第2部（2023年11月25日、NHK Eテレ）[97]
- YOASOBI 18祭「1000人の心音」（2023年12月25日、NHK総合）[147]
- NHKスペシャル 世界に響く歌～日韓POPS新時代～（2024年1月7日、NHK総合）[148]
- YOASOBI ZEPP TOUR 2024 “POP OUT”（2024年3月10日、WOWOWライブ）[149]
- YOASOBI 5th ANNIVERSARY DOME LIVE 2024 “超現実”（2024年12月28日、WOWOWプライム）[150]
- NHKスペシャル 新ジャポニズム 第2集 J-POP “ボカロ”が世界を満たす（2025年3月16日、NHK総合）[151]
- YOASOBI 世界を駆ける（2025年3月18日、NHK総合）[152]
- Ado × 新しい学校のリーダーズ × YOASOBI「matsuri '25: Japanese Music Experience LOS ANGELES」（2025年3月29日、WOWOWプライム）[153]
- NHK MUSIC SPECIAL J-POP 世界への挑戦（2025年5月8日、NHK総合）[154]
- YOASOBI LIVE AT WEMBLEY ARENA（2025年8月1日、WOWOWライブ）[155]

### NHK紅白歌合戦出場歴
| 年度   | 放送回 | 回 | 曲目       | 備考                                                            |
| ------ | ------ | -- | ---------- | --------------------------------------------------------------- |
| 2020年 | 第71回 | 初 | 夜に駆ける | 埼玉県所沢市・角川武蔵野ミュージアムより中継                    |
| 2021年 | 第72回 | 2  | 群青       | コーナー出演者としても歌唱                                      |
| 2023年 | 第74回 | 3  | アイドル   | トリ前 出場歌手、橋本環奈、スペシャルダンサーとのコラボステージ |

### 映画
- 劇場版 YOASOBI 5th ANNIVERSARY DOME LIVE 2024 “超現実”（2025年2月21日、WOWOW FILMS）[159]

## ノミネート
| 年     | 賞名                                | カテゴリ                                                                                            | 結果       |
| ------ | ----------------------------------- | --------------------------------------------------------------------------------------------------- | ---------- |
| 2020年 | anan AWARD 2020                     | トレンドカルチャー                                                                                  | 受賞       |
| 2020年 | JC・JK流行語大賞2020年上半期        | ヒト部門                                                                                            | 1位        |
| 2020年 | MTV Video Music Awards Japan 2020   | 最優秀楽曲賞／Song of the Year「夜に駆ける」                                                        | 受賞       |
| 2020年 | Billboard JAPAN MUSIC AWARDS 2020   | Hot 100 of the Year「夜に駆ける」                                                                   | 受賞       |
| 2020年 | Billboard JAPAN MUSIC AWARDS 2020   | Streaming Songs of the Year「夜に駆ける」                                                           | 受賞       |
| 2020年 | LINE NEWS AWARDS 2020               | 話題の人賞 アイドル・アーティスト部門                                                               | ノミネート |
| 2021年 | 第26回 AMD Award '20                | 優秀賞                                                                                              | 受賞       |
| 2021年 | 2021 第34回 小学館DIMEトレンド大賞  | ベストキャラクター賞                                                                                | 受賞       |
| 2021年 | 第35回 日本ゴールドディスク大賞     | ベスト5ニュー・アーティスト（邦楽）                                                                 | 受賞       |
| 2021年 | 第63回 日本レコード大賞             | 特別賞                                                                                              | 受賞       |
| 2021年 | MTV Video Music Awards Japan 2021   | 最優秀アーティスト賞（Artist of the Year）                                                          | 受賞       |
| 2021年 | 令和3年アニソン大賞                 | アーティストソング賞「怪物」                                                                        | 受賞       |
| 2021年 | 令和3年アニソン大賞                 | 作品賞「怪物」                                                                                      | ノミネート |
| 2021年 | 第3回 野間出版文化賞                | 第3回 野間出版文化賞                                                                                | 受賞       |
| 2021年 | Billboard JAPAN MUSIC AWARDS 2021   | Download Albums of the Year「THE BOOK」                                                             | 受賞       |
| 2022年 | LINE NEWS AWARDS 2022               | 話題の人賞 アーティスト部門                                                                         | ノミネート |
| 2022年 | SPACE SHOWER MUSIC AWARDS 2022      | ARTIST OF THE YEAR                                                                                  | 受賞       |
| 2022年 | SPACE SHOWER MUSIC AWARDS 2022      | BEST POP ARTIST                                                                                     | 受賞       |
| 2022年 | 第6回クランチロール・アニメアワード | 最優秀オープニング賞「怪物」                                                                        | ノミネート |
| 2022年 | 第6回クランチロール・アニメアワード | 最優秀エンディング賞「優しい彗星」                                                                  | ノミネート |
| 2022年 | 第14回CDショップ大賞 2022           | 『THE BOOK』『THE BOOK 2』                                                                          | 入賞       |
| 2022年 | 第14回CDショップ大賞 2022           | 特別賞『THE BOOK』『THE BOOK 2』                                                                    | 受賞       |
| 2022年 | 第36回 日本ゴールドディスク大賞     | ソング・オブ・ザ・イヤー・バイ・ダウンロード「怪物」                                                | 受賞       |
| 2022年 | 第36回 日本ゴールドディスク大賞     | ベスト5ソング・バイ・ダウンロード「怪物」                                                           | 受賞       |
| 2022年 | 第36回 日本ゴールドディスク大賞     | ソング・オブ・ザ・イヤー・バイ・ストリーミング「怪物」                                              | 受賞       |
| 2022年 | 第36回 日本ゴールドディスク大賞     | ベスト5ソング・バイ・ストリーミング「怪物」                                                         | 受賞       |
| 2022年 | 第36回 日本ゴールドディスク大賞     | 特別賞                                                                                              | 受賞       |
| 2022年 | 令和4年アニソン大賞                 | 作曲賞「祝福」                                                                                      | ノミネート |
| 2023年 | LINE NEWS AWARDS 2023               | 話題の人賞 アーティスト部門                                                                         | 受賞       |
| 2023年 | Pen CREATOR AWARDS 2023             | Pen CREATOR AWARDS 2023                                                                             | 受賞       |
| 2023年 | MTV Video Music Awards Japan 2023   | 最優秀楽曲賞／Song of the Year「アイドル」                                                          | 受賞       |
| 2023年 | MTV Video Music Awards Japan 2023   | Best Animation Video「アイドル」                                                                    | 受賞       |
| 2023年 | 令和5年アニソン大賞                 | アニソン大賞「アイドル」                                                                            | 受賞       |
| 2023年 | 令和5年アニソン大賞                 | 作品賞「アイドル」                                                                                  | 受賞       |
| 2023年 | Yahoo!検索大賞 2023                 | 楽曲部門「アイドル」                                                                                | 1位        |
| 2023年 | Billboard JAPAN MUSIC AWARDS 2023   | Artist of the Year                                                                                  | 受賞       |
| 2023年 | Billboard JAPAN MUSIC AWARDS 2023   | Hot 100 of the Year「アイドル」                                                                     | 受賞       |
| 2023年 | Billboard JAPAN MUSIC AWARDS 2023   | Hot Animation of the Year「アイドル」                                                               | 受賞       |
| 2023年 | Billboard JAPAN MUSIC AWARDS 2023   | Streaming Songs of the Year「アイドル」                                                             | 受賞       |
| 2023年 | Billboard JAPAN MUSIC AWARDS 2023   | Download Songs of the Year「アイドル」                                                              | 受賞       |
| 2023年 | Billboard JAPAN MUSIC AWARDS 2023   | TOP User Generated Songs of the Year「アイドル」                                                    | 受賞       |
| 2023年 | 第65回 日本レコード大賞             | 特別国際音楽賞                                                                                      | 受賞       |
| 2024年 | 2023年度 日本PR大賞                 | パーソン・オブ・ザ・イヤー                                                                          | 受賞       |
| 2024年 | TAAF2024アニメ オブ ザ イヤー部門   | 個人賞 音響・パフォーマンス部門                                                                     | 受賞       |
| 2024年 | 第8回クランチロール・アニメアワード | 最優秀アニソン賞「アイドル」                                                                        | 受賞       |
| 2024年 | 第8回クランチロール・アニメアワード | 最優秀オープニング賞「アイドル」                                                                    | ノミネート |
| 2024年 | 第16回CDショップ大賞 2024           | 『THE BOOK 3』                                                                                      | 入賞       |
| 2024年 | 第38回 日本ゴールドディスク大賞     | ソング・オブ・ザ・イヤー・バイ・ダウンロード「アイドル」                                            | 受賞       |
| 2024年 | 第38回 日本ゴールドディスク大賞     | ベスト3ソング・バイ・ダウンロード「アイドル」                                                       | 受賞       |
| 2024年 | 第38回 日本ゴールドディスク大賞     | ソング・オブ・ザ・イヤー・バイ・ストリーミング「アイドル」                                          | 受賞       |
| 2024年 | 第38回 日本ゴールドディスク大賞     | ベスト5ソング・バイ・ストリーミング「アイドル」                                                     | 受賞       |
| 2024年 | 2024年 JASRAC賞                     | 金賞「アイドル」                                                                                    | 受賞       |
| 2024年 | SAISON CARD TOKIO HOT 100 AWARD     | BEST PERFORMANCE OF 2023                                                                            | ノミネート |
| 2024年 | SAISON CARD TOKIO HOT 100 AWARD     | BEST BUZZ OF 2023                                                                                   | ノミネート |
| 2024年 | The 16th MelOn Music Awards         | J-POPフェバリット・アーティスト                                                                     | 受賞       |
| 2025年 | 2025年 JASRAC賞                     | 金賞「アイドル」                                                                                    | 受賞       |
| 2025年 | 第9回クランチロール・アニメアワード | 最優秀アニソン賞「勇者」                                                                            | ノミネート |
| 2025年 | MUSIC AWARDS JAPAN 2025             | Top Global Hit From Japan「アイドル」                                                               | 受賞       |
| 2025年 | MUSIC AWARDS JAPAN 2025             | 最優秀国内アニメ楽曲賞「アイドル」                                                                  | 受賞       |
| 2025年 | MUSIC AWARDS JAPAN 2025             | 最優秀ミュージックビデオ賞「アイドル」                                                              | 受賞       |
| 2025年 | MUSIC AWARDS JAPAN 2025             | クリエイター特別賞 Song of the Year for Creators presented by JASRAC「アイドル / Ayase（YOASOBI）」 | 受賞       |
| 2025年 | MUSIC AWARDS JAPAN 2025             | 最優秀アーティスト賞                                                                                | ノミネート |
| 2025年 | MUSIC AWARDS JAPAN 2025             | 最優秀ジャパニーズソングアーティスト賞                                                              | ノミネート |
| 2025年 | MUSIC AWARDS JAPAN 2025             | 最優秀国内ダンスポップアーティスト賞                                                                | ノミネート |
| 2025年 | MUSIC AWARDS JAPAN 2025             | 最優秀楽曲賞「アイドル」                                                                            | ノミネート |
| 2025年 | MUSIC AWARDS JAPAN 2025             | 最優秀ジャパニーズソング賞「アイドル」                                                              | ノミネート |
| 2025年 | MUSIC AWARDS JAPAN 2025             | 最優秀国内ダンスポップ楽曲賞「アイドル」                                                            | ノミネート |
| 2025年 | MUSIC AWARDS JAPAN 2025             | 最優秀バイラル楽曲賞「アイドル」                                                                    | ノミネート |
| 2025年 | MUSIC AWARDS JAPAN 2025             | Top Japanese Song in Asia「アイドル」                                                               | ノミネート |
| 2025年 | MUSIC AWARDS JAPAN 2025             | Top Japanese Song in Europe「アイドル」                                                             | ノミネート |
| 2025年 | MUSIC AWARDS JAPAN 2025             | Top Japanese Song in Latin America「アイドル」                                                      | ノミネート |
| 2025年 | MUSIC AWARDS JAPAN 2025             | ベスト・オブ・リスナーズチョイス：国内楽曲 powered by Spotify「アイドル」                           | ノミネート |

## ライブ・イベント

### 主催ライブ
| 年               | 日程                           | タイトル                                          | 会場 | 備考 |
| ---------------- | ------------------------------ | ------------------------------------------------- | --- | --- |
| 2021年           | 2月14日                        | YOASOBI 1st LIVE 『KEEP OUT THEATER』             | 新宿ミラノ座ビル跡地（東京都新宿区） | 初ワンマン、オンライン配信ライブ |
| 2021年           | 7月4日                         | UT×YOASOBI 『SING YOUR WORLD』                    | UNIQLO CITY TOKYO（東京都江東区） | YouTube無料配信ライブ |
| 2021年           | 12月4日・5日                   | YOASOBI『NICE TO MEET YOU』                       | 日本武道館（東京都千代田区） | 初の有観客ライブ |
| 2023年           | 4月5日 ｜ 6月24日              | YOASOBI ARENA TOUR 2023 “電光石火”                | 全7会場・14公演 日本ガイシホール（愛知県名古屋市南区、4月5日・6日） 大阪城ホール（大阪府大阪市中央区、4月8日・9日） 北海道立総合体育センター 北海きたえーる（北海道札幌市豊平区、4月15日・16日） ゼビオアリーナ仙台（宮城県仙台市太白区、5月4日・5日） 西日本総合展示場 新館（福岡県北九州市小倉北区、5月20日・21日） さいたまスーパーアリーナ（埼玉県さいたま市中央区、6月3日・4日） 神奈川ぴあアリーナMM（神奈川県横浜市西区、6月23日・24日） | 初のアリーナ・ツアー |
| 2023年 ｜ 2024年 | 2023年12月1日 ｜ 2024年1月21日 | YOASOBI ASIA TOUR 2023-2024                       | 全6会場・7公演 · Central Harbourfront Event Space（ 香港、12月1日） · 華山1914文化創意產業園區（ 台湾・ 台北、12月3日） · KOREA UNIV. TIGER DOME （ 韓国・ ソウル、12月16日・17日） · Resorts World Sentosa（ シンガポール・セントーサ 、1月11日） · Zepp Kuala Lumpur （ マレーシア・クアラルンプール 、1月14日） · Istora Senayan （ インドネシア・ジャカルタ 、1月16日） · Zepp New Taipei （ 台湾・ 台北、1月21日） | 初の海外ツアー 12月1日・3日はフェスへの出演 |
| 2024年           | 1月25日 ｜ 3月9日              | YOASOBI ZEPP TOUR 2024 "POP OUT"                  | 全6会場・12公演 Zepp Haneda（TOKYO）（東京都大田区、1月25日・26日） Zepp Sapporo （北海道札幌市中央区、2月1日・2日） KT Zepp Yokohama （神奈川県横浜市西区、2月8日・9日） Zepp Fukuoka （福岡県福岡市中央区、2月15日・16日） Zepp Osaka Bayside （大阪府大阪市此花区、2月22日・23日） Zepp Nagoya （愛知県名古屋市中村区、3月8日・9日） | Zeppツアー |
| 2024年           | 4月18日・21日                  | YOASOBI LIVE IN THE USA                           | 全2会場・2公演 · Shrine Auditorium and Expo Hall （ アメリカ・ロサンゼルス、4月18日） · The Warfield （ アメリカ・サンフランシスコ、4月21日） | アメリカ単独公演 |
| 2024年           | 8月6日・8日                    | YOASOBI LIVE IN THE USA                           | 全2会場・2公演 · Radio City Music Hall （ アメリカ・ニューヨーク、8月6日） · MGM Music Hall at Fenway （ アメリカ・ボストン、8月8日） | アメリカ単独公演 |
| 2024年           | 10月26日 ｜ 11月10日           | YOASOBI 5th ANNIVERSARY DOME LIVE 2024 “超現実”   | 全2会場・4公演 京セラドーム大阪 （大阪府大阪市西区、10月26日、27日） 東京ドーム （東京都文京区、11月9日、10日） | 5周年ドームライブ |
| 2024年 ｜ 2025年 | 2024年12月7日 ｜ 2025年2月27日 | YOASOBI ASIA TOUR 2024-2025 “超現実 cho-genjitsu” | 全7会場・14公演 · INSPIRE ARENA （ 韓国・ ソウル、12月7日・8日） AsiaWorld-Arena（ 香港、12月26日・27日） · BITEC LIVE（ タイ・バンコク、1月25日・26日） · TAIPEI ARENA（ 台湾・ 台北、2月8日・9日） · Mercedes-Benz Arena（ 中国・上海、2月15日・16日） · Singapore Indoor Stadium（ シンガポール・カラン 、2月22日・23日） · Istora Senayan （ インドネシア・ジャカルタ 、2月26日・27日） | アジアツアー ソウル公演の7日はNewJeans、8日はAKMUが出演                                                                                           |
| 2025年           | 6月8日・9日                    | YOASOBI LIVE AT WEMBLEY ARENA                     | Wembley Arena （ イギリス・ロンドン） | イギリス単独公演 |
| 2025年           | 7月13日 ｜ 11月30日            | YOASOBI HALL TOUR 2025 WANDARA                    | 全15会場・40公演 熊本城ホール メインホール （熊本県熊本市中央区、7月13日・16日・18日・19日） 本多の森北電ホール （石川県金沢市、8月5日・6日・8日・9日) 静岡市清水文化会館 マリナート大ホール (静岡県静岡市清水区、8月18日・19日・21日・22日) 新潟県民会館 大ホール (新潟県新潟市中央区、9月2日・3日・5日・6日) 三重県文化会館 大ホール (三重県津市、9月9日・11日・12日) 米子コンベンションセンター BiG SHiP (鳥取県米子市、9月17日・18日) 和歌山県民文化会館 大ホール(和歌山県和歌山市、9月25日・27日・28日) トーサイクラシックホール岩手 大ホール (岩手県盛岡市、10月10日・11日) 倉敷市民会館 (岡山県倉敷市、10月16日・17日) 帯広市民文化ホール 大ホール (北海道帯広市、10月24日・25日) 函館市民会館 大ホール (北海道函館市10月27日・28日) いわき芸術文化交流館アリオス アルバイン大ホール(福島県いわき市、10月30日・31日) 松山市民会館大ホール(愛媛県松山市、11月12日・13日) KDDI維新ホール(山口県山口市、11月15日・16日) 沖縄コンベンションセンター 展示棟(沖縄県宜野湾市、11月29日・30日) | 全国14道県のホールツアー 一部公演では会場周辺でお祭り・パブリックビューイングイベント「YOASOBI HALL TOUR 2025 WANDARA 〜WANPAKU MATSURI〜」を開催 |

### 出演イベント
- ROCK IN JAPAN FESTIVAL 2022（2022年8月6日、千葉市蘇我スポーツ公園）[219]
- RISING SUN ROCK FESTIVAL 2022 in EZO（2022年8月12日、石狩湾新港樽川ふ頭横 野外特設ステージ）[220]
- SWEET LOVE SHOWER 2022（2022年8月28日、山中湖交流プラザ きらら）[221]
- Head in the Clouds Jakarta 2022（2022年12月4日、 インドネシア・ジャカルタ・Community Park PIK2）[222]
- Head in the Clouds Manila 2022（2022年12月9日、 フィリピン・マニラ・SMDC Festival Grounds）[222]
- ユニ春！ライブ 2023（2023年3月11日、ユニバーサル・スタジオ・ジャパン グラマシーパーク特設会場）[223]
- 開業特別公演 THEATER MILANO-Za × YOASOBI 〜「KEEP OUT THEATER」から2年〜 Part2 YOASOBI SPECIAL TikTok LIVE（2023年4月24日、THEATER MILANO-Za）[224]
- Head In The Clouds Los Angeles（2023年8月6日、 アメリカ・ロサンゼルス・Brookside at the Rose Bowl）[225]
- ROCK IN JAPAN FESTIVAL 2023（2023年8月13日、千葉市蘇我スポーツ公園）[226]
- SUMMER SONIC 2023[227]
  - TOKYO（2023年8月19日、幕張メッセ）
  - OSAKA（2023年8月20日、舞洲SONIC PARK）
- WILD BUNCH FEST. 2023（2023年9月18日、山口きらら博記念公園）[228]
- NEX_FEST（2023年11月3日、幕張メッセ）[229]
- FULL POWER FEST'23（2023年11月4日、広島マリーナホップ）[230]
- COLDPLAY “MUSIC OF THE SPHERES WORLD TOUR”（2023年11月6日・7日、東京ドーム）[231]
- YOASOBI 18祭（2023年11月19日、片柳アリーナ）[232]
- Clockenflap（2023年12月1日、 香港・Central Harbourfront Event Space）[44]
- 2023 Simple Life 簡單生活節（2023年12月3日、 台湾・華山1914文化創意產業園區）[44]
- Coachella Valley Music and Arts Festival 2024（ アメリカ・インディオ・Coachella Valley）
  - 単独ステージ（2024年4月12日・19日）[233]
  - 「88rising Futures」ステージ（2024年4月14日）[234]
- Bubbling & Boiling Music&Arts Festival 泡泡岛音乐与艺术节·华北站（2024年5月2日、 中国・天津・东疆亲海音乐广场）[235][236]
- 梦想未来·闪千手音乐节 Kilogrow Festival（2024年5月4日、 中国・杭州・未来科技城学术交流中心大草坪）[235]
- AliExpress 2024 Weverse Con Festival（2024年6月15日、 韓国・仁川・INSPIRE Entertainment Resort）[237]
- NewJeans Fan Meeting 'Bunnies Camp 2024 Tokyo Dome'（2024年6月26日、東京ドーム）[238]
- DEAD POP FESTiVAL 2024（2024年6月30日、東扇島東公園）[239]
- Lollapalooza 2024（2024年8月3日、 アメリカ・シカゴ・Grant park）[240]
- SUMMER SONIC BANGKOK 2024（2024年8月25日、 タイ・バンコク・Impact Muang Thong Thani）[241]
- The 16th MelOn Music Awards（2024年11月30日、 韓国・仁川・Inspire Arena）[202]
- matsuri '25: Japanese Music Experience LOS ANGELES（2025年3月16日、 アメリカ・ロサンゼルス・Peacock Theater）[242]
- CENTRAL MUSIC & ENTERTAINMENT FESTIVAL 2025「Echoes Baa」（2025年4月5日・6日、横浜赤レンガ倉庫 赤レンガパーク特設会場）[243]
- MUSIC AWARDS JAPAN 2025（2025年5月22日、ロームシアター京都）[244]
- Primavera Sound Barcelona 2025（2025年6月6日、 スペイン・バルセロナ・Parc del Fòrum）[245]
- Billie Eilish: HIT ME HARD AND SOFT: THE TOUR（2025年8月16日、さいたまスーパーアリーナ）[246]

### バンドメンバー
- ミソハギザクロ（pomemoon、ex.ザクロ）：キーボード・コーラス[247]
- AssH（Silver Kidd、Kyso）：ギター[248]
- 仄雲（久遠、ex.眩暈SIREN）：ドラムス[248]
- やまもとひかる（Aooo）：ベース・シンセベース・コーラス[249]
- 田口悟（RED in BLUE）：ギター[250]
- Tatsuya Amano（Crossfaith）：ドラムス[251]
- Tatsuya（Survive Said The Prophet）：ギター[252]
- 松尾優：キーボード[252]
- Luli Lee：ベース[253]
- 森光奏太（dawgss）：ベース・シンセベース[254]
- 長﨑祥子：キーボード[254]
- 大井一彌：ドラムス[254]
- 鈴木栄奈：キーボード[255]
- shizupi：ベース